# Ulica Ignacego Daszyńskiego w Sanoku
Ulica Ignacego Daszyńskiego w Sanoku – ulica w dzielnicy Śródmieście miasta Sanoka.

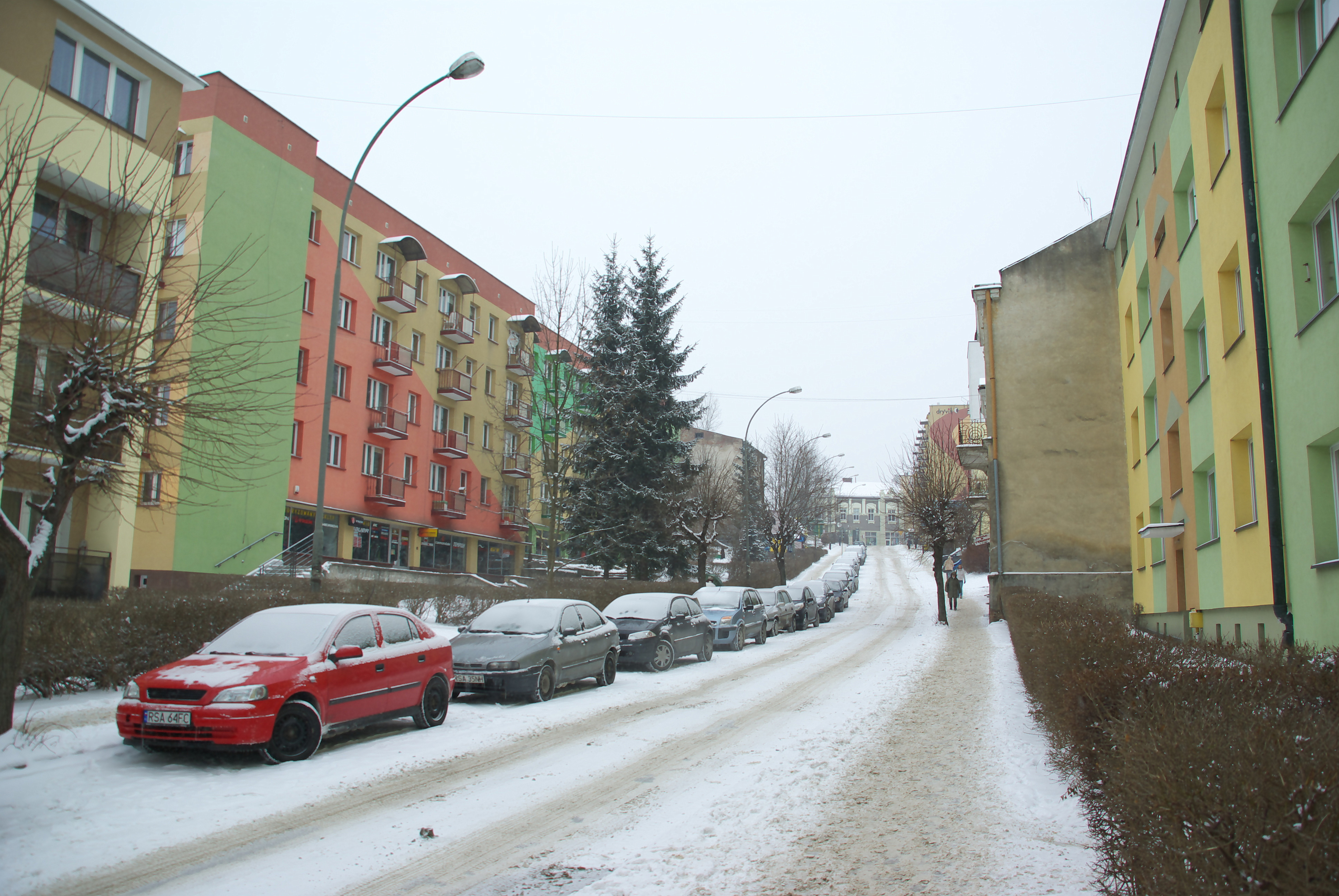
Widok od strony południowej

## Historia
Na początku XX wieku ulica nosiła nazwę Floriańska. W 1937 nazwa została przemianowana na ulicę Michała Słuszkiewicza (zmarłego w poprzednim roku sanockiego mieszczanina i burmistrza miasta). W książce telefonicznej z 1939 nadal podano nazwę ul. Floriańskiej. Ulica pod nazwą Michała Słuszkiewicza pozostawała podczas II wojny światowej w trakcie okupacji niemieckiej. Po zakończeniu wojny i nastaniu Polski Ludowej ulicę przemianowano przyjmując patronat Ignacego Daszyńskiego.
Na początku swojego biegu ulica ma charakter stromego zjazdu.

## Zabudowa
- Na początku biegu do ulicy od strony zachodniej przylega Plac Miast Partnerskich[13].
- Budynek pod numerem 3, w którym przez lata funkcjonowała apteka[14] (jej kierownikiem był Aleksander Czarniawy)[15].
- Budynek pod numerem 4, w którym ulokowano siedzibę Ligi Obrony Kraju[16].
- Budynek pod numerem 17 ulicy został wpisany do rejestru zabytków[17] oraz do gminnej ewidencji zabytków miasta Sanoka[18].
- Od ulicy Daszyńskiego istniał wjazd do dworca autobusowego „Okęcie”[19][20], w miejscu którego pod adresem ul. Jagiellońskiej 30 powstała Galeria Sanok[21].
- 16 września 1995 w budynku dawnego przedszkola otwarto Zakładowy Ośrodek Medycyny Pracy Sanockich Zakładów Górnictwa Nafty i Gazu (SZGNiG)[22] (obecnie pod adresem ul. Daszyńskiego 20a funkcjonuje Ośrodek Leczniczo-Rehabilitacyjny i Medycyny Pracy „Nafta-Med”[23]).
- Budynek pod numerem 27, wcześniej należący do Telekomunikacji Polskiej S.A, potem Orange Polska[24][25].
- W latach 60. XX wieku pod numerem 28 funkcjonowało Biuro GOPR w Sanoku[26].
- W latach 30. XX wieku pod numerem 30 ulicy Floriańskiej (numer konskrypcyjny 998) istniał budynek należący do konwentu ojców Franciszkanów w Sanoku[27].
- U kresu biegu ulicy po lewej stronie jest położony Zieleniec Baranowicza[13].

W przeszłości w początkowym odcinku ulicy istniały drewniane domy rodzinne. Pod koniec XX wieku (lata 70.) przy ulicy Daszyńskiego powstało osiedle bloków mieszkalnych, którego realizację prowadziło Sanockie Przedsiębiorstwo Budowlane.

## Mieszkańcy
Przy ul. Floriańskiej zamieszkiwali: Jan Okołowicz, rodzina Łagodziców, rodzina Vetulanich (m.in. ojciec Roman i synowie Kazimierz Vetulani, Zygmunt, Tadeusz, Adam), Stanisław Iwanowicz. Przy ul. Floriańskiej i następnie przy przemianowanej ul. M. Słuszkiewicza mieszkał Józef Rec. Przy ul. Floriańskiej i I. Daszyńskiego mieszkał Ludwik Jasiński. Przy ul. I. Daszyńskiego mieszkali: Stanisław Augustyński, Maria Kril, Józef Penar, Adam Puzoń, Józef Stachowicz.
Mieszkańcy zameldowani przy ulicy przynależą do rzymskokatolickiej parafii Przemienienia Pańskiego w Sanoku.